# Dagmar Krause

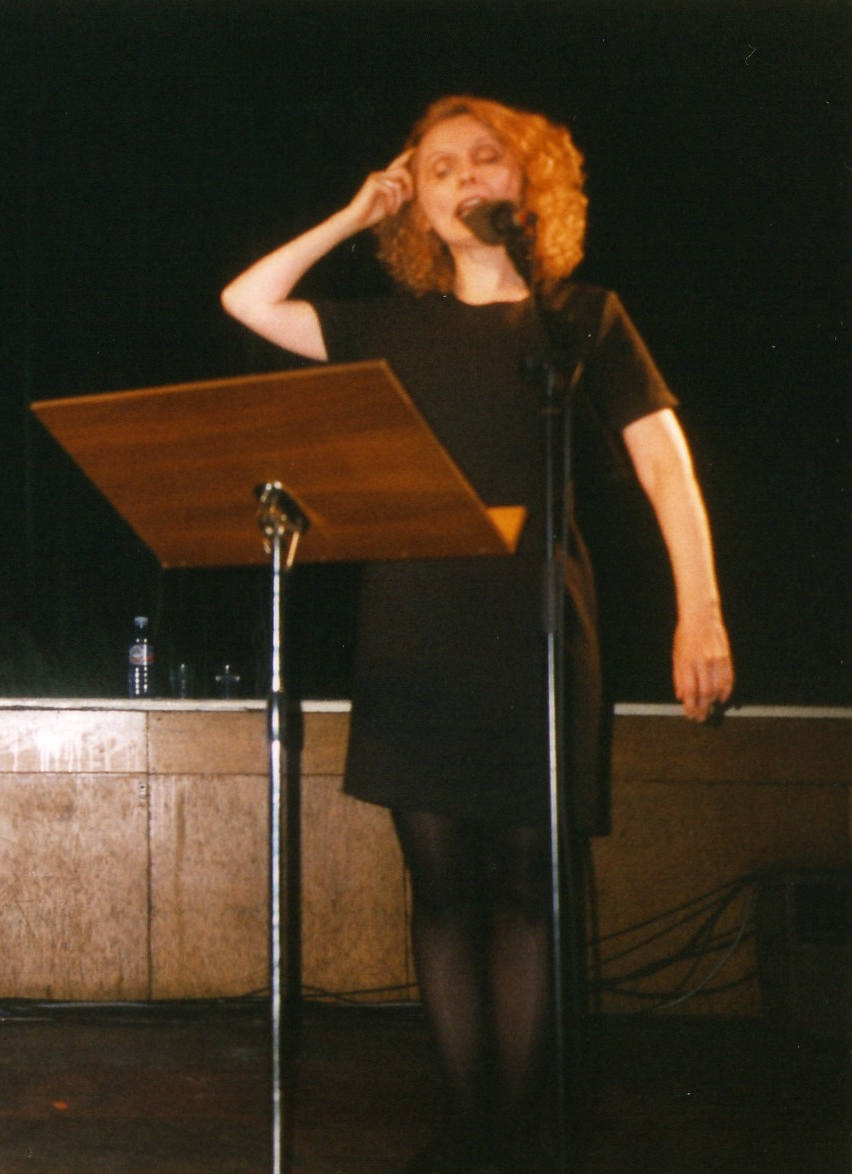
Dagmar Krause

Dagmar Krause (4 juni 1950, Hamburg) is een Duitse zangeres, die het bekendst werd door haar werk bij avant-garde rockgroepen zoals Slapp Happy, Henry Cow en Art Bears. Ook haar vertolking van liederen van Bertolt Brecht, Kurt Weill en Hanns Eisler waren opvallend. Haar ongewone zangstijl geeft haar stem een grote herkenbaarheid en was mede bepalend voor het geluid van de vele groepen waarin ze zong.

## Biografie

### Bands en projecten
Dagmar Krause werd op 4 juni 1950 geboren in Hamburg. Haar professionele carrière begon reeds op 14-jarige leeftijd als zangeres in Hamburgse clubs aan de Reeperbahn. In 1968 vroeg men haar aan te sluiten bij The City Preachers, een toenmalige folk- en protestgroep die in 1964 was gevormd. Krause beschreef de groep half grappend als de Duitse versie van The Mamas and the Papas. Ze verzorgde de zang op het album Der Kürbis, das Transportproblem und die Traumtänzer uit 1968 (vertaald: De pompoen, het transportprobleem en de droomdansers), een spin-off van een Duits televisieprogramma. The City Preachers gingen in 1969 uit elkaar, maar de hoofdzangeres, Inga Rumpf, en Krause kwamen in 1970 samen voor de opnames van I.D. Company, een studioproject waarin elke zangeres de zang en de richting van één zijde van een elpee voor haar rekening nam. De elpeekant van Krause gaf een hint naar haar latere avant-garde-werk.
Hamburg had een bloeiende avant-garde-scene, die veel Europese muzikanten aantrok die geïnteresseerd waren in esthetische vrijheid en experimentele muziek. Het was daar dat Krause Anthony Moore en Peter Blegvad ontmoette, en waarom ze in 1972 de groep Slapp Happy vormde. De groep beschreef zichzelf als een "naïeve rock"-groep, die eenvoudige popstructuren mengde met troebele teksten. Slapp Happy betekende het begin van Krauses internationale muziekcarrière. De groep nam in Duitsland twee albums op voor het label Polydor, met Faust als band muzikaal bijsprong. Het album Sort Of verscheen in 1972; het tweede album zou bekend worden als Acnalbasac Noom (maar verscheen toen niet meteen). De groep verhuisde naar Londen, waar men een nieuw arrangement van Acnalbasac Noom werd opgenomen voor Virgin Records. Het album verscheen als Slapp Happy (ook bekend als Casablanca Moon) in 1974. Het originele Acnalbasac Noom verscheen pas in 1980, toen het werd uitgebracht door Recommended Records.
In 1974 smolt Slapp Happy samen met collega's bij het Virgin-platenlabel, de band Henry Cow, een politiek georiënteerde avant-garde rockgroep. Deze incarnatie van Henry Cow maakte twee albums, namelijk Desperate Straights (1974) en In Praise of Learning (1975). Verschillen in aanpak zorgden echter dat Anthony Moore en Peter Blegvad Slapp Happy weer terugtrokken uit de fusie. Krause verkoos echter bij Henry Cow te blijven, wat het einde zou betekenen voor Slapp Happy.
De zang van Krause voegde een nieuwe dimensie toe aan Henry Cows repertoire en de groeps moeilijke maatsoort zetten haar vocale kwaliteiten meer in de verf. Henry Cow toerde twee jaar door Europa. In die periode bracht de groep het album Henry Cow Concerts uit, waarop Krause samenzong met Robert Wyatt. In mei 1976 moest ze echter Henry Cows hectische tour verlaten om gezondheidsredenen en keerde ze terug naar Hamburg. In oktober 1977 kon ze nog steeds toeren en verliet ze Henry Cow; ze was wel overeengekomen te zingen op de bands volgende studioalbum Hopes and Fears.
Hopes and Fears werd in 1978 begonnen als een Henry Cow-album, maar meningsverschillen binnen de groep maakten dat het album uiteindelijk als een album van de Art Bears verscheen, een nieuwe groep met Krause, Chris Cutler en Fred Frith. Art Bears maakte nog twee albums, Winter Songs (1979) en The World as it is Today (1981).
In 1979 nam zij samen met Kevin Coyne het album Babble op.
In 1983 voegde Krause zich bij een nieuwe groep, News from Babel, gebouwd rond kernleden Krause, Chris Cutler, Lindsay Cooper en Zeena Parkins. Deze groep nam twee albums op, namelijk Work Resumed on the Tower (1983) en Letters Home (1985). Na News from Babel was Krause betrokken in een aantal projecten en samenwerkingen, zoals Music for Other Occasions (1986) met Lindsay Cooper, Domestic Stories (1992) met Chris Cutler en Lutz Glandien, Each In Our Own Thoughts (1994) met Tim Hodgkinson en A Scientific Dream and a French Kiss (1998) met Marie Goyette.
In 1991 kwamen Dagmar Krause, Anthony Moore en Peter Blegvad weer samen te werken aan de televisie-opera "Camera" (Italiaans voor "kamer") met steun van de BBC. Dit werk was gebaseerd op een oorspronkelijk idee van Krause, met teksten van Peter Blegvad en muziek van Anthony Moore. Krause speelde het hoofdpersonage "Melusina" en de opera werd twee jaar later uitgezonden in het Verenigd Koninkrijk op Channel 4. Slapp Happy kwam in 1997 nog even kortstondig weer samen om Ça Va op te nemen en in 2000 toerde men door Japan.

### Solowerk
Dagmar Krause was gefascineerd door het cabaret ten tijde van de Duitse Weimarrepubliek en hield van het werk van toneelschrijver Bertolt Brecht en diens muzikale samenwerkingen met Kurt Weill en Hanns Eisler. Deze fascinatie leverde erg interessant werk van Krause op. In 1978 speelde ze in Londen in een kunsttoneelproductie van het stuk "The Rise and Fall of the City of Mahogany" van Bertolt Brecht en Kurt Weill.
In 1986 maakte ze twee solo-albums, die in het Duits verschenen als Angebot & Nachfrage: Lieder von Brecht / Weill & Eisler en Panzerschlacht: Die Lieder von Hanns Eisler en in het Engels als respectievelijk Supply and Demand: Songs by Brecht / Weill & Eisler en Tank Battle: The Songs of Hanns Eisler. Krauses alt paste perfect bij de emotioneel en politiek geladen muziek van deze Duitse liederen. Tekstueel pasten deze nummers ook bij de trend van vroegere nummer rond sociaal bewustzijn die Krause had gebracht, zoals in Henry Cows Living In The Heart Of The Beast.
Supply and Demand en Tank Battles worden vaak beschouwd als Krauses beste werk en Tank Battles wordt in het algemeen gezien als een van de mooiste interpretatie van Eislers werk. Krause bracht op verschillende aangelegenheden selecties uit deze albums live, zoals op het Edinburgh Festival, wat werd gedocumenteerd op Voiceprint Radio Sessions (1993).

### Zangstijl
De zangstijl van Dagmar Krause is iets wat men enigszins moet leren waarderen. Haar stijl is erg origineel en idiosyncratisch. Haar schorre, vibratorijke alt kan gaan van een zachte melodieuze zangstem tot een armageddonstijl waar men ofwel van houdt ofwel een hekel aan heeft, zoals getypeerd op albums zoals Henry Cows In Praise of Learning. Wat bijdraagt aan het intrigerende van Krauses zang is haar Duits accent, "... maar of ze nu zingt in het Duits of in het Engels (wat ze vaak doet op hetzelfde album), ze behoudt haar onberispelijke frasering en de bekwaamheid om zelfs de meest-gehoorde tekst te voorzien van tastbare emotie."

## Discografie
Dit is een selectie van albums waarop Dagmar Krause verscheen, met het jaar van opname.

### Bands en projecten
- 1968 The City Preachers: Der Kürbis, das Transportproblem und die Traumtänzer (LP Decca Records)
- 1970 I.D. Company: I.D. Company (LP Hörzu, Electrola)
- 1972 Slapp Happy: Sort Of (LP Polydor)
- 1973 Slapp Happy: Acnalbasac Noom (LP Recommended Records)
- 1974 Slapp Happy: Slapp Happy (also known as Casablanca Moon) (LP Virgin Records)
- 1974 Slapp Happy/Henry Cow: Desperate Straights (LP Virgin Records)
- 1975 Henry Cow/Slapp Happy: In Praise of Learning (LP Virgin Records)
- 1976 Henry Cow: Henry Cow Concerts (LP Caroline Records)
- 1978 Art Bears: Hopes and Fears (LP Recommended Records)
- 1979 Dagmar Krause en Kevin Coyne: Babble (LP Virgin Records)
- 1979 Art Bears: Winter Songs (LP Recommended Records)
- 1981 Art Bears: The World as it is Today (LP Recommended Records)
- 1983 News from Babel: Work Resumed on the Tower (LP Recommended Records)
- 1983 Dagmar Krause, Harold Schellinx en Ronald Heiloo: Commuters (EP Amphibious Records)
- 1985 News from Babel: Letters Home (LP Recommended Records)
- 1986 Lindsay Cooper: Music for Other Occasions (LP No Man's Land)
- 1991 Dagmar Krause, Anthony Moore en Peter Blegvad: Camera (CD Blueprint Records)
- 1992 Chris Cutler en Lutz Glandien: Domestic Stories (CD Recommended Records)
- 1994 Tim Hodgkinson: Each In Our Own Thoughts (CD Woof)
- 1997 Slapp Happy: Ça Va (CD V2 Records)
- 1998 Dagmar Krause en Marie Goyette: A Scientific Dream and a French Kiss (CD Resurgence)
- 2000 Slapp Happy: Live in Japan (CD FMN Records)

### Solo
- 1986 Angebot & Nachfrage: Lieder von Brecht / Weill & Eisler (LP Hannibal Records)
- 1986 Supply and Demand: Songs by Brecht / Weill & Eisler (LP Hannibal Records)
- 1986 Tank Battles: The Songs of Hanns Eisler (LP Island Records)
- 1986 Panzerschlacht: Die Lieder von Hanns Eisler (LP Island Records)
- 1993 Voiceprint Radio Sessions (CD Voiceprint Records)

## Trivia
- Op Slapp Happy's eerste album, Sort Of, stond Dagmar Krause vermeld als "Daggi".
- Op de drie volgende albums van Slapp Happy, Slapp Happy, Desperate Straights en In Praise of Learning, werd Dagmar Krause vermeld als "Dagmar".